# Monorygma
Genre
Monorygma est un genre de cestodes de la famille des Phyllobothriidae, parasites d'animaux marins dont des poissons (requins) et des dauphins.

## Liste des espèces
Selon GBIF (31 janvier 2024) :
- Monorygma chamissonii (Linton, 1905) Meggitt, 1924
- Monorygma chlamydoselachi Lönnberg, 1898
- Monorygma galeocerdonis MacCallum, 1921
- Monorygma grimaldii (Moniez, 1899) Meggitt, 1924
- Monorygma macquariae Johnston, 1937
- Monorygma magnum (Hart, 1936) Williams, 1968
- Monorygma megacotyla Yamaguti, 1952
- Monorygma perfectum (Van Beneden, 1853) Diesing, 1863

## Classification
Le nom valide complet (avec auteur) de ce taxon est Monorygma Diesing, 1863.